# فيكرز جوكي
فيكرز جوكي  (بالإنجليزية: Vickers Jockey)‏ هي طائرة اعتراضية أنتجت في المملكة المتحدة. من صناعة فيكرز. كان أول طيران لها في 1930.